# بوئو

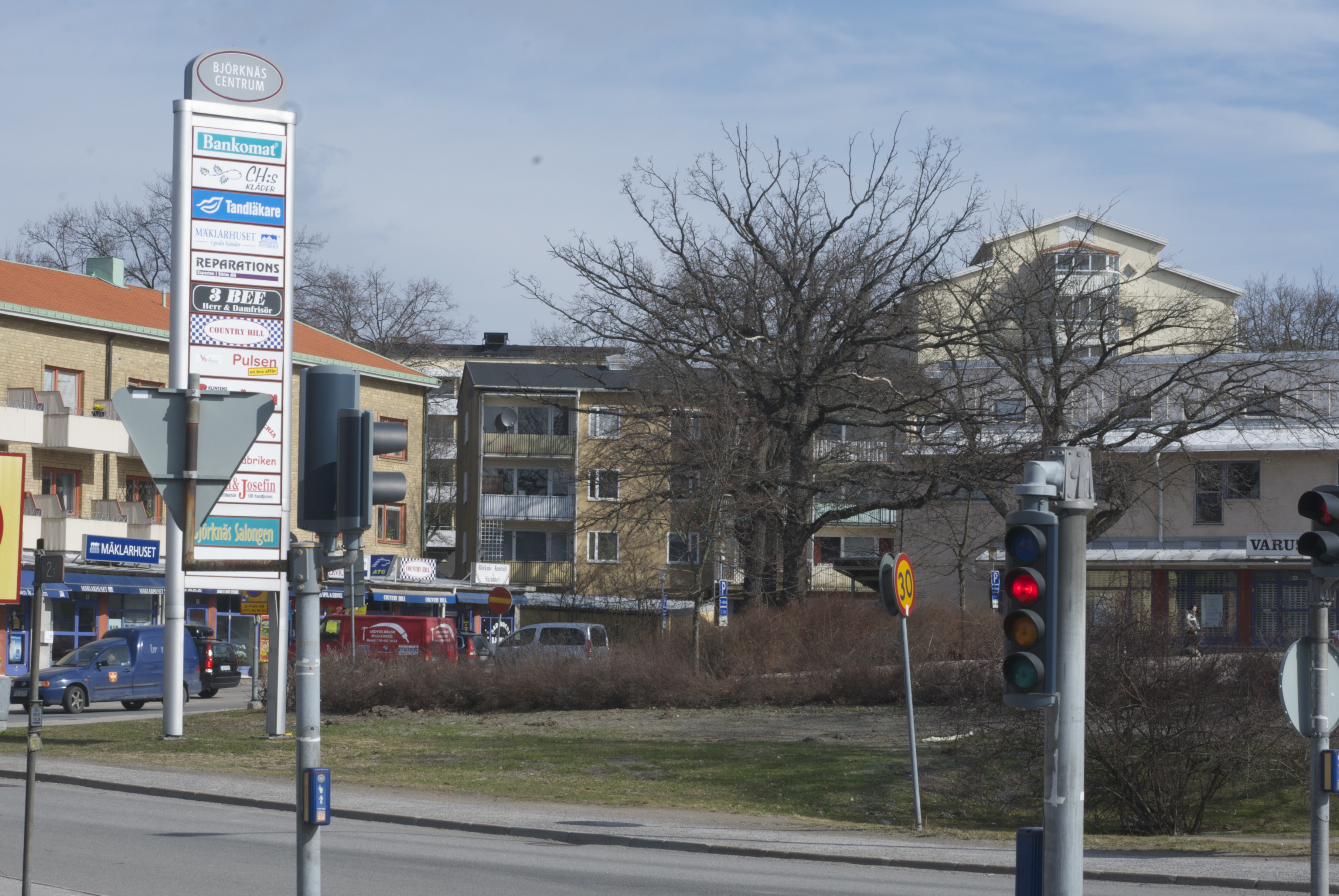
نمایی از شهر بوئو در کشور سوئد.

شهر بوئو (به سوئدی: Boo, Sweden) در ناحیه شهری نکه در کشور سوئد واقع شده‌است. جمعیت این شهر ۱۳۳۳٫۲۴  نفر است.